# Wolffia australiana
Wolffia australiana är en kallaväxtart som först beskrevs av George Bentham, och fick sitt nu gällande namn av Cornelis den Hartog och Plas. Wolffia australiana ingår i släktet Wolffia och familjen kallaväxter. Inga underarter finns listade.